# Pericallia distorta
Pericallia distorta är en fjärilsart som beskrevs av Moore 1879. Pericallia distorta ingår i släktet Pericallia och familjen björnspinnare. Inga underarter finns listade i Catalogue of Life.